# Мальцев, Михаил Дмитриевич
Михаил Дмитриевич Мальцев (14 ноября 1914 года, Танцырей, Новохоперский уезд, Воронежская губерния — 20 февраля 1999 года, Красногорск, Московская область) — советский учёный, специалист в области теории, расчёта и конструирования оптико-фотографических систем.
Профессор, доктор технических наук.

## Биография
Михаил Дмитриевич Мальцев родился в многодетной семье крестьянина в селе Танцырей Новохоперского уезда Воронежской губернии (ныне Борисоглебского городского округа Воронежской области) 14 ноября 1914 года.
В шестнадцать лет он начал трудовую деятельность рабочим-реечником в геодезической партии на строительстве Сталинградского тракторного завода (СТЗ). После окончания фабрично-заводского училища (ФЗУ) на рубеже 1920—1930-х годов он трудится токарем в ремонтном цеху СТЗ, изготовляя ответственные детали станков без чертежей и техпроцессов за неимением оных. В случае брака детали это было чревато обвинением во вредительстве в период коллективизации сельского хозяйства и обострения классовой борьбы.
По ряду обстоятельств, и в том числе из-за болезни почек, М. Д. Мальцев был вынужден уехать в Москву. В 1933-1934 годах он работал в Центральном Аэрогидродинамическом Институте (ЦАГИ) токарем 6-го разряда.
В 1935 году он был переведён техником на завод «Фрезер». С направлением и ходатайством завода «Фрезер» в 1935 году его принимают на учёбу в институт МИИГАиК (ныне Московский Государственный Университет Геодезии и Картографии). Он учился вместе с будущими профессорами МИИГАиК Д. А. Романовым и А. С. Дубовиком. Дипломную практику он проходил в качестве техника-дипломанта в Московском институте мер и измерительных приборов.
После защиты дипломной работы М. Д. Мальцев работал в этом институте инженером, затем старшим инженером и заместителем начальника технического отдела.
В начале Великой Отечественной войны из-за туберкулеза легких в открытой форме М. Д. Мальцев был признан негодным к службе в армии и занимался разработкой чертежей и техпроцессов изготовления различных типов взрывателей к снарядам зенитных орудий. В 1943 году по приказу Наркомата вооружения М. Д. Мальцева переводят на должность старшего инженера в Центральную измерительную лабораторию Красногорского механического завода (КМЗ) в город Красногорск Московской области. М. Д. Мальцев работал на КМЗ с 1943 года старшим инженером ЦИЛ, затем старшим контрольным мастером цехов № 13 и № 17, с 1946 года работал инженером-оптиком отдела главного конструктора.
Во время Великой Отечественной войны в 1942 году на Красногорском механическом заводе начали выпускать снайперские оптические прицелы типа ПУ по чертежам другого завода, находившегося в эвакуации в Сибири. При изготовлении пружины механизма перемещения прицельной марки до 70 % деталей шло в брак. М.Д Мальцев по своей инициативе внес изменения в чертеж и в технологию изготовления пружины. Он организовал производство опытной партии пружин практически при 99 % выпуске годных деталей. Однако специальная комиссия пыталась обвинить его во вредительстве в военное время с соответствующими последствиями. Главный инженер завода С. А. Зверев, разобравшись в сути вопроса, объявил благодарность М. Д. Мальцеву в виде дополнительной ежедневной тарелки супа, состоявшего в большей части из капусты и меньшей из картофеля и, конечно, без мяса. Прицелов было выпущено за годы войны более 58 тысяч штук.
В 1944-1947 годы М. Д. Мальцев учился заочно в аспирантуре МИИГАиК со специализацией по расчётам оптики под руководством профессора Б. В. Фефилова.
В августе 1947 года директор завода Дмитрий Францевич Скаржинский издал приказ № 127 об организации Центрального конструкторского бюро (ЦКБ), в составе которого было создано оптико-вычислительное бюро, затем Оптическое конструкторское бюро (ОКБ).
Перед ОКБ, в связи с увеличением выпуска фотоаппаратуры, была поставлена задача создания светосильного технологичного фотообъектива, на базе трофейного немецкого объектива «Зоннар» (Sonnar) с фокусным расстоянием 5 см и относительным отверстием 1:2. Этот объектив изготовлялся на заводе из немецкого стекла по немецкой технологии с помощью немецких специалистов, работавших в это время на заводе.
Несмотря на достигнутые заводом успехи в освоении выпуска фотообъективов, руководство предприятия понимало то, что запасы трофейного стекла иссякают, а немецких специалистов в скором времени И. В. Сталин обещал отпустить домой.
К удивлению отечественных и немецких специалистов-оптиков, инженер-оптик отдела главного конструктора М. Д. Мальцев пересчитал объектив «Зоннар» на отечественные марки стекол с учетом технологии производства завода и тем самым открыл дорогу для его массового производства. Эта работа М. Д. Мальцева и группы молодых специалистов заложила основы для создания отечественных светосильных объективов различного назначения и опередила подобные исследования Государственного оптического института имени С. И. Вавилова (ГОИ). Учёные ГОИ были вынуждены признать работу по пересчёту объектива весьма успешной.
После изготовления объектива ЗК (Зоннар Красногорский) приказом директора завода № 139 от 15 августа 1948 года Михаил Дмитриевич Мальцев был назначен начальником ОКБ.
Под руководством М. Д. Мальцева и при его непосредственном участии были пересчитаны Carl Zeiss Sonnar 50/1.5, Carl Zeiss Sonnar 50/2, Sonnar 85/2, Sonnar 135/4 и Biogon 35/2.8, получившие названия соответственно «Юпитер-3», «Юпитер-8», «Юпитер-9», «Юпитер-11» и «Юпитер-12» (все — для фотокамер «Зоркий» и «Киев»).
Им разработано большое количество объективов, в том числе такие известные как «Индустар-22М» и «Индустар-26М» (модификация для зеркальных фотокамер), «Индустар-50», «Индустар-61», «Индустар-63», «Юпитер-17»; для фотокамеры «Москва-5» — «Индустар-24»; для фотокамеры «Зенит» — «Юпитер-21» и «Телемар-22» со Знаком Качества, для кинокамеры «Кварц» — «Юпитер-24», для кинокамеры «Красногорск» — «Вега-9» и многие другие. При этом ряд объективов производился позднее массово и на других заводах.
Можно с уверенностью сказать, что с помощью этих объективов с 1947 года и по настоящее время написана фотоистория миллионов советских людей и нашей страны в целом. Например, на камере «Зенит-3М» космонавта Владимира Джанибекова стоял объектив «Телемар-22», сделанный Красногорским механическим заводом.
В период с 1949 по 1952 годы М. Д. Мальцев работал по совместительству старшим преподавателем Академии оборонной промышленности в городе Кунцево Московской области, которая была, как тогда говорили, «кузницей кадров руководителей оптической промышленности».
В июне 1950 года М. Д. Мальцев защитил диссертацию на соискание ученой степени кандидата технических наук.
М. Д. Мальцевым совместно с Е. М. Модновой была создана и внедрена система, обеспечивающая оптимизацию допусков на изготовление оптических деталей и сборок и положившая начало заводскому объективостроению. Работы по оптимизации допусков были признаны учеными-оптиками не только в нашей стране, но и в других странах, в том числе и в США.
Как известно, долгое время расчеты оптических систем проводились вручную с помощью тригонометрических таблиц Иордана или на немногих трофейных электрических вычислительных машинах типа «Мерседес» (Mercedes) и на отечественных механических арифмометрах «Феликс». Это был кропотливый, ответственный и невысоко оплачиваемый труд. И лишь в конце 1950-х годов по инициативе М. Д. Мальцева была приобретена электронно-вычислительная машина «Урал-1» и организовано расчетное подразделение, которое возглавил фронтовик-танкист, орденоносец, выпускник МИИГАиК Михаил Иванович Двойников, в дальнейшем кандидат технических наук.
Под руководством М.Д Мальцева А. Н. Шуваевой и Г. И. Евсеевой для лаборатории шкал и сеток ЦКБ (в настоящее время НТЦ) КМЗ были разработаны репродукционные объективы с повышенным разрешением. Это сделало лабораторию и КМЗ практически монополистом в производстве различного рода кодовых дисков, печатных плат, шкал, сеток и тест-объектов и дало возможность удовлетворять потребности даже других предприятий отрасли и выполнять, например, заказы Центрального телевидения СССР при переходе на цветное телевещание. Разработанные для лаборатории объективы превзошли подобные системы, рассчитанные в ГОИ, и позволили отказаться от импортных изделий.
М. Д. Мальцевым совместно с Г. И. Евсеевой был разработан объектив «Телемар-22», с помощью которого впервые в мире была сфотографирована обратная сторона Луны.
Важной вехой стали работы М. Д. Мальцева, Л. А. Масленникова и А. Н. Шуваевой по расчётам допусков и требований к сложным оптическим системам. Кинотеодолиты КФТ, КТ-50, КТС, разработанные под руководством главного конструктора, лауреата Ленинской и Государственной премий Героя Социалистического Труда Ф. Е. Соболева, были установлены в 1950-1960 годах на полигонах и испытательных трассах страны. С помощью этих приборов определялись траектории полёта баллистических ракет, контролировался запуск искусственных спутников земли и космических кораблей.
Были в производственной деятельности М. Д. Мальцева и критические моменты и, в том числе, наличие 7 выговоров (из них 3 строгих). Тем не менее, приказом заместителя министра С. А. Зверева в 1959 году именно он был направлен на Международную Лейпцигскую ярмарку в качестве стендиста для демонстрации достижений отечественной оптической промышленности. Н. С. Хрущёв, посетивший ярмарку, остался доволен нашим превосходством над американской фототехникой в то далекое время.
В своей деятельности на заводе М. Д. Мальцев отвечал за выпуск практически всех типов объективов на всех этапах их производства, а также за оптические тракты всех других изделий. Он был, можно сказать, главным оптиком завода в 50-х годах, хотя эта должность появилась позднее (первым главным оптиком стал Е. И. Дикань).
В качестве начальника ОКБ М. Д. Мальцев много внимания уделял проблемам коллектива: он перевел нескольких техников в инженеры с соответствующим повышением зарплаты, матерям-одиночкам «пробивал» комнаты (квартиры в то время были редкостью), участвовал в спортивных мероприятиях и по отзывам «специалистов» неплохо играл в футбол и бегал на лыжах. Строительство домов на Брусчатом поселке также не обошлось без его участия. Вместе с другими начальниками он часто бывал «героем» карикатур в стенной газете ЦКБ, что в те времена было обычным явлением.
Высокий авторитет оптиков ЦКБ позволял М. Д. Мальцеву, А. Н. Шуваевой и И. А. Турыгину (в дальнейшем профессору, доктору технических наук МВТУ им. Баумана) неоднократно ходатайствовать перед руководством завода о повышении расценок на расчеты оптики и зарплат сотрудникам.
В 1962 году из-за разногласий в методах работы с новым руководством ЦКБ М. Д. Мальцев был вынужден уйти на должность заместителя начальника механического цеха и вспомнить «токарную» юность, продолжая, однако, рассчитывать оптические системы.
В мае 1963 году он окончательно перешел на преподавательскую работу в МИИГАиК, в котором работал с 1952 года по совместительству ассистентом кафедры прикладной оптики.
В феврале 1975 года М. Д. Мальцев защитил докторскую диссертацию. За время работы в МИИГАиК им было подготовлено большое количество специалистов для оптической промышленности.
М. Д. Мальцевым были написаны книга «Расчет допусков на оптические детали», заслужившая признание в нашей стране и за рубежом и в соавторстве с Г. А. Каракулиной учебник «Прикладная оптика и оптические измерения», а также опубликовано большое число научных статей и брошюр методического характера.
Последователями и учениками доктора технических наук профессора М. Д. Мальцева являются такие московские специалисты по расчету оптических систем, как доктора технических наук Ю.Ф Юрченко, Д. Т. Пуряев и С. Н. Бездидько.
Михаил Дмитриевич Мальцев награжден медалями «За оборону Москвы», «800-летия Москвы» и малой серебряной медалью ВДНХ.
М. Д. Мальцев скончался в Красногорске 20 февраля 1999 года на 85-м году жизни.

## Семья
М. Д. Мальцев любил музыку и с удовольствием слушал пьесы Моцарта и Бетховена, вальсы Штрауса, отрывки из оперетт, неаполитанские мелодии и марши в исполнении на фортепиано сыновей Игоря и Николая. Его жена, Зинаида Ивановна Мальцева (Рамодина) с довоенного времени работала на заводе в качестве цехового технолога и инженера-измерителя и много сил вложила в поддержание здоровья мужа и детей. Впоследствии дети пошли по пути отца, став инженерами-оптиками, кандидатами технических наук.

## Память
В настоящее время[какое?] на Красногорском механическом заводе по заказу Ломографического общества готовятся к производству и производятся объективы для дальномерных камер на основе работ М. Д. Мальцева. Возродившийся интерес к ним обусловлен появлением беззеркальных камер, на которые эти объективы могут быть установлены.
На сайте Ломографического общества об одном из этих объективов («Юпитер-3») сказано следующее:

Как и подлинник, произведенный на том же самом заводе «Зенит» в России объединенными усилиями нашей опытной команды, объектив «New Jupiter 3+» сохраняет сильный характер и советский дух оригинального объектива — звенящую резкость, чистые, естественные цвета и выразительное, сказочное боке — в то же время во многом превосходя своего предка.
Оригинальный текст (англ.)A combined effort by our experienced team and manufactured at the exact same Zenit factory in Russia as the original, the New Jupiter 3+ Art Lens retains the strong character and Soviet spirit of the original lens — crisp sharpness, smooth, natural colors and lush, dreamy bokeh — while transcending its forbearer in many ways.